# Web加速器
Web加速器（英語：Web accelerator），或称Web缓存加速软件，是一种旨在减少网站访问时间的代理服务器。Web加速器可以是一个独立的硬件设备或软件。
Web加速器可以安装在作為客戶端的计算机或移动设备上，也可以安装在ISP服务器上，还可以安装在作為服务器的计算机/网络上，或者两者兼而有之。服务器通過压缩數據並将壓縮後的内容传送到客户端的计算机以達到加速传输的目的。

## 技术
Web加速器可用多种技术加速客户端访问网页之速度。如：
- 缓存最近或频繁访问的文件至Web加速器，并供客户端访问之，如此一来比起客户端大费周折获取源服务器的内容要来得快，而频繁更新的内容则会在缓存中经常更新以保持最新版本；
- 预处理（HTML或JavaScript）中的主机名，以减少延迟；
- 预载入可能会被访问的文件；
- 通过压缩文档，如重设图片大小、调整质量，或将其转换之WebP格式，又或仅发送新图像变动之部分；
- 压缩网站上源代码（如HTML和CSS）文件大小；
- 过滤网页上广告或根据过滤规则过滤不受欢迎内容；
- 在客户端和代理服务器之间TCP持久性连接；
- 通过协议层面加速提高性能，如TCP加速。

这些技术通常与被用作提高网站速度的策略相一致。

## Web加速器列表
- Google網際加速器 (停用)
- Heigh Speed (discontinued)[來源請求]
- NetJet（英语：NetJet） (停用)
- OnSpeed（英语：OnSpeed） (停用)
- Polipo (不维护)
- Squid (软件)
- WinGate（英语：WinGate）
- Ziproxy（英语：Ziproxy）